# Business Region Aarhus
Business Region Aarhus er et erhvervspolitisk samarbejde mellem 12 østjyske kommuner, der alle er en del af det større østjyske bybånd. Den fungerer som den politiske overbygning på den funktionelle byregion, Byregion Aarhus.
Det samlede indbyggertal er på 1.033.426 indbyggere (2024).

## Historie
I 1994 blev 10-kommunesamarbejdet en realitet, og det bestod af Aarhus Kommune samt de daværende omegnskommuner Odder, Skanderborg, Hørning, Galten, Hammel, Hinnerup, Hadsten, Rosenholm og Rønde. I 2001 blev samarbejdet udvidet med Ry Kommune, og kom derfor til at hedde 11-kommunesamarbejdet.
Samarbejdet kom i forbindelse med Strukturreformen i 2007 til at hedde Business Region Aarhus, og bestod herefter af kommunerne Favrskov, Norddjurs, Odder, Samsø, Skanderborg, Syddjurs, Silkeborg, Randers og Aarhus. Senere blev Horsens og Hedensted medlem i 2014, mens Viborg Kommune blev medlem i 2016.  

## Kommuner og indbyggertal
Business Region Aarhus består af i alt 12 kommuner med et samlet indbyggertal på 1.033.426 indbyggere (2024). Den samlede befolkningstæthed er en smule over landsgennemsnittet (DK = 136 indby./km²), der er dog stor forskel på befolkningstætheden medlemskommunerne iblandt. I tabellen herunder ses de enkelte kommuners indbyggertal.
| Kode  | Kommune             | Indbyggertal (2024) | Areal (2011) | Tæthed           |
| ----- | ------------------- | ------------------- | ------------ | ---------------- |
| 615   | Horsens Kommune     | 97.392              | 520,84 km²   | 186,99 indb./km² |
| 706   | Syddjurs Kommune    | 44.076              | 696,7 km²    | 63,26 indb./km²  |
| 707   | Norddjurs Kommune   | 36.773              | 723,15 km²   | 50,85 indb./km²  |
| 710   | Favrskov Kommune    | 49.377              | 540,25 km²   | 91,4 indb./km²   |
| 727   | Odder Kommune       | 23.896              | 225,04 km²   | 106,19 indb./km² |
| 730   | Randers Kommune     | 99.974              | 748,2 km²    | 133,62 indb./km² |
| 740   | Silkeborg Kommune   | 100.747             | 857,16 km²   | 117,54 indb./km² |
| 741   | Samsø Kommune       | 3.694               | 114,71 km²   | 32,2 indb./km²   |
| 746   | Skanderborg Kommune | 65.205              | 429,17 km²   | 151,93 indb./km² |
| 751   | Aarhus Kommune      | 367.095             | 469,56 km²   | 781,79 indb./km² |
| 766   | Hedensted Kommune   | 47.725              | 551,36 km²   | 86,56 indb./km²  |
| 791   | Viborg Kommune      | 97.472              | 1.421,04 km² | 68,59 indb./km²  |
| I alt | I alt               | 1.033.426           | 7.297,18 km² | 141,62 indb./km² |